# Мишел Деги
Мишел Деги (на френски: Michel Deguy) е френски философ, преводач и поет.

## Биография и творчество
Мишел Деги е роден на 25 май 1930 г. в Париж, Франция, в семейство на индустриалец. Следва хуманитарни науки и философия. След дипломирането си посещава лекции на Мишел Александър и Жан Иполит. Близък е до деконструкционисткото философско движение, ставайки приятел с Жак Дерида и Жан-Люк Нанси.
Преподава философия до 1968 г. Бил е преподавател в лицея „Буфон“, едновременно с Морис Клавел през 60-те години, в лицея „Клод-Бернар“ и в Университетския център на Винсен в Париж. Дълги години преподава френска литература в Университета на Париж VIII (Сен Дени).
Бил е директор на френското литературно списание „Po & sie“ и редактор на основаното от Жан-Пол Сартр литературно списание „Les Temps Modernes“.
В периода 1962 – 1987 г. е член редакционния съвет на голямото парижко издателство „Галимар“. В периода 1989 – 1992 г. е председател на Международния философски колеж, а периода 1992 – 1998 г. е председател на Дома на писателите. В периода 1997 – 1999 г. ръководи Международния поетичен център в Марсилия. Член е на Академия Маларме.
Първият му поетичен сборник „Les Meurtrières“ (Убийците) е издаден през 1959 г.
Многообразното му творчество не влиза в тесните рамки на класификация. То съчетава философско мислене, поезия и литературна култура. Като философ той е мислител-поет, способен да посредничи между поетичната традиция и радикалните промени в мисленето, породени от структурализма и постструктурализма. Известен е със своя жив стил, изпълнен с неологизми и редки думи. Късните му творби го показват като пътешественик и потребител на масмедиите, като поезията му носи знаците и дискурсите на реалността на съвременния свят.
За поетичното си творчестно е удостоен с Голямата национална поетична награда (1989), Голямата награда на общността на френските писатели (2000), Голямата поетична награда на Френската Академия (2004). През 2020 г. е удостоен с наградата „Гонкур“ за цялостно поетично творчество.
Като преводач прави преводи на Мартин Хайдегер, Данте Алигиери, Луис де Гонгора, Сафо, Паул Целан, Фридрих Хьолдерлин, Циприан Норвид, Хосеи Лесама Лима, Вадим Козовой, на съвременни американски поети, и много други.
Мишел Деги живее със семейството си в Париж.

## Произведения
- Les Meurtrières (1959)
- Fragments du cadastre (1960)
- Poèmes de la presqu ‘ île (1962)
- Le Monde de Thomas Mann (1962)
- Biefs (1964)
- Actes (1965)
- Ouï dire (1965)
- Figurations (1969)
- Tombeau de du Bellay (1973)
- Reliefs (1975)
- Jumelages suivi de Made in USA (1978)
- Donnant donnant (1981)
- La Machine matrimoniale оу Marivaux (1982)
- Gisants (1985)
- Brevets (1986)
- Choses de la poésie affaire et culturelle (1987)
- La poésie n ‘ est pas seule (1987)
- Le Comité (1988)
- Arrêts fréquents (1990)
- Axiomatique Rosace (1991)
- Aux Heures d affluence (1993)
- À ce qui ‘ en finit pas (1995)
- L énergie du désespoir (1998)
- La Смисълът на poétique (2000)
- L Impair (2001)
- Spleen de Paris (2001)
- Poèmes en pensée (2002)
- Un homme de peu de foi (2003)
- Sans retour (2004)
- Au jugé (2004)
- Travaux avant réouverture (2006)
- Le sens de la visite (2006)
- Desolatio (2007)
- Réouverture après travaux (2007)
- La Fin dans le monde (2009)
- L’État de la désunion (2010)
- Écologiques (2012)
- La Pietà Baudelaire (2013)
- La Vie subite (2016)
- L’Envergure des comparses: écologie et poétique (2017)
- Poèmes et Tombeau pour Yves Bonnefoy (2018)
- L’Amitié avec Claude Lanzman (2019)

издадени на български
- Мишел Деги в „Петима съвременни френски поети“, изд.: „Народна култура“, София (1983), прев. Николай Кънчев
- Стихотворения, изд. „Златоструй“ (1994), прев. Николай Кънчев